# سیس فرفون

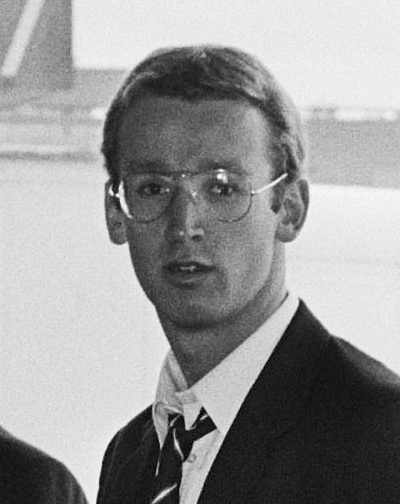
سیس فرفون

سیس فرفون (به انگلیسی: Cees Vervoorn) (زادهٔ ۱۱ آوریل ۱۹۶۰) شناگر اهل هلند است.